# Daviesia pectinata
Daviesia pectinata är en ärtväxtart som beskrevs av John Lindley. Daviesia pectinata ingår i släktet Daviesia, och familjen ärtväxter. Inga underarter finns listade i Catalogue of Life.